# Carl Switzer
Carl Switzer est un acteur et chanteur américain, né le 7 août 1927 à Paris (Illinois) et mort assassiné le 21 janvier 1959 à Mission Hills (Californie). Il se fait connaître grâce au rôle d'Alfalfa dans la série de courts métrages Les Petites Canailles (1935-1947).

## Biographie

### Jeunesse
Carl Dean Switzer naît le 7 août 1927 à Paris, en Illinois. Il est le plus jeune des quatre enfants de Gladys Carrie Shanks (1904–1997) et George Frederick « Fred » Switzer (1905–1960). Son frère le plus vieux est mort en 1922. Sa sœur, Janice, est née en 1923, et son frère Harold (en), en 1925 — il se suicidera en 1967.
Il a été nommé Carl Dean en hommage à un membre de la famille Switzer et aux nombreux parents du côté de sa grand-mère. Lui et son frère Harold sont devenus célèbres dans leur ville natale pour leur talent musical. Tous deux chantaient et pouvaient jouer de plusieurs instruments.

### Mort
Carl Switzer meurt, le 21 janvier 1959 à Mission Hills, en Californie, d'une balle dans l'aine, à la suite d'une dispute pour 50 dollars relative à son nouveau travail de guide, au sujet d'un chien de chasse qu'il a entraîné, perdu et récupéré contre récompense ; se voyant refuser le remboursement des frais qu'il réclame à son client, Switzer engage avec lui une lutte qu'il interrompt après avoir détourné un premier tir blessant le beau-fils de l'homme, mais alors qu'il s'apprêtait à rebrousser chemin, essuie un second coup de feu, qui lui est fatal,. La justice a déterminé que le coup de feu mortel a été donné en légitime défense, citant la présence d'un couteau dans la main de l'ancien acteur.

## Filmographie

### Années 1930
- 1935 : Beginner's Luck : Alfalfa
- 1935 : Southern Exposure : le garçon de course
- 1935 : Teacher's Beau : Alfalfa
- 1935 : Sprucin' Up : Alfalfa
- 1935 : Little Papa : Alfalfa
- 1935 : Little Sinner : Alfalfa
- 1935 : Life Hesitates at 40 : le garçon
- 1935 : Our Gang Follies of 1936 (en) de Gus Meins : Alfalfa
- 1936 : The Pinch Singer : Alfalfa
- 1936 : Divot Diggers (en) de Robert F. McGowan : Alfalfa
- 1936 : The Lucky Corner : Alfalfa
- 1936 : Enfants abandonnés (Too Many Parents) de Robert F. McGowan : White Gardenia
- 1936 : Second Childhood : Alfalfa
- 1936 : Arbor Day : Alfalfa
- 1936 : Bored of Education : Alfalfa
- 1936 : Kelly the Second : le garçon qui a mal au ventre
- 1936 : Two Too Young : Alfalfa
- 1936 : Pay As You Exit : Alfalfa
- 1936 : Ellis Island : Manuel
- 1936 : Easy to Take : le garçon qui lit le comic
- 1936 : Spooky Hooky : Alfalfa
- 1936 : General Spanky : Alfalfa
- 1937 : Reunion in Rhythm : Alfalfa
- 1937 : Glove Taps : Alfalfa
- 1937 : Hearts Are Thumps : Alfalfa
- 1937 : Rushin' Ballet : Alfalfa
- 1937 : Three Smart Boys : Alfalfa
- 1937 : Pick a Star
- 1937 : Roamin' Holiday : Alfalfa
- 1937 : La Petite Roublarde (Wild and Woolly) d'Alfred L. Werker  : Zero
- 1937 : Night 'n' Gales : Alfalfa
- 1937 : Fishy Tales : Alfalfa
- 1937 : Framing Youth : Alfalfa
- 1937 : The Pigskin Palooka : Alfalfa
- 1937 : Mail and Female : Alfalfa / le cousin, Amiela
- 1937 : Our Gang Follies of 1938 : Alfalfa
- 1938 : Scandal Street (en) de James P. Hogan : Bennie Nordskudder
- 1938 : Bear Facts : Alfalfa
- 1938 : Three Men in a Tub : Alfalfa
- 1938 : Came the Brawn : Alfalfa
- 1938 : Feed 'em and Weep, de Gordon Douglas : Alfalfa
- 1938 : The Awful Tooth : Alfalfa
- 1938 : Hide and Shriek (en) de Gordon Douglas : Alfalfa, alias X-10
- 1938 : The Little Ranger : Alfalfa
- 1938 : Party Fever : Alfalfa
- 1938 : Aladdin's Lantern : Alfalfa
- 1938 : Men in Fright : Alfalfa
- 1938 : Football Romeo : Alfalfa
- 1938 : Canned Fishing : Alfalfa
- 1938 : Practical Jokers : Alfalfa
- 1939 : Alfalfa's Aunt : Alfalfa
- 1939 : Tiny Troubles : Alfalfa
- 1939 : Duel Personalities : Alfalfa
- 1939 : Clown Princes : le grand Alfalfa
- 1939 : Cousin Wilbur : Alfalfa
- 1939 : Joy Scouts : Alfalfa
- 1939 : Dog Daze (en) : Alfalfa
- 1939 : Auto Antics : Alfalfa
- 1939 : Captain Spanky's Show Boat : Alfalfa
- 1939 : Dad for a Day : Alfalfa
- 1939 : Time Out for Lessons : Alfalfa

### Années 1940
- 1940 : The Big Premiere : Alfalfa

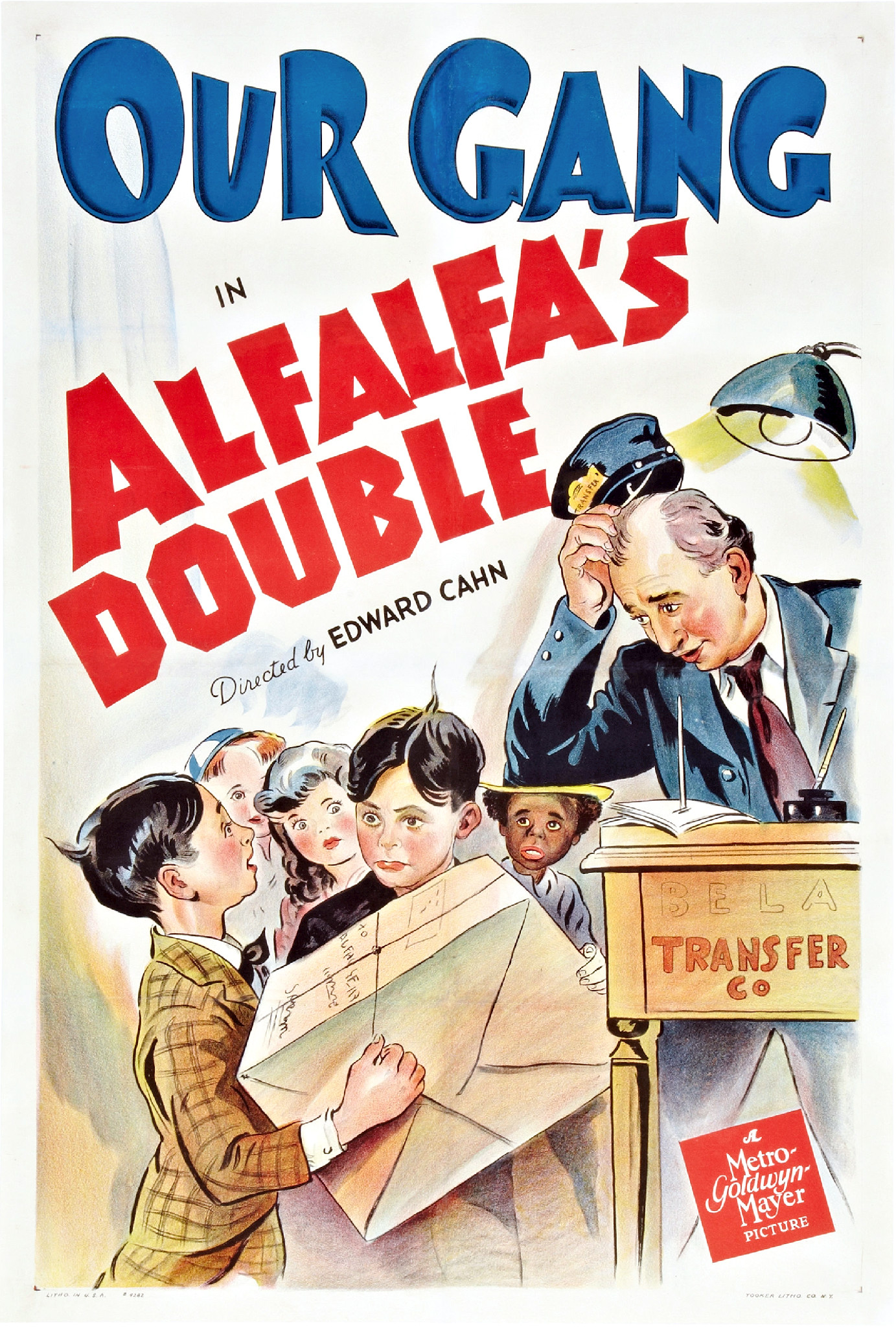
Alfalfa's Double (1940).

- 1940 : Alfalfa's Double : Alfalfa / Cornelius « Corny »
- 1940 : All About Hash : Alfalfa
- 1940 : The New Pupil : Alfalfa
- 1940 : Bubbling Troubles : Alfalfa « Al »
- 1940 : Monsieur Wilson perd la tête (I Love You Again), de W. S. Van Dyke : Leonard Harkspur Jr.
- 1940 : Good Bad Boys (en) d'Edward L. Cahn : Alfalfa
- 1940 : Waldo's Last Stand : Alfalfa
- 1940 : Barnyard Follies : Alfalfa
- 1940 : Goin' Fishin' : Alfalfa
- 1940 : Kiddie Kure : Alfalfa
- 1941 : Reg'lar Fellers : Bump Hudson
- 1942 : La Blonde de mes rêves (My Favorite Blonde) : Frederick
- 1942 : Henry and Dizzy : Billy Weeks
- 1942 : There's One Born Every Minute : Junior Twine
- 1942 : The War Against Mrs. Hadley : le garçon de course
- 1942 : Mrs. Wiggs of the Cabbage Patch (en) de Ralph Murphy : Billy Wiggs
- 1942 : Johnny Doughboy : Alfalfa
- 1943 : Et la vie continue (The Human Comedy), de Clarence Brown : Auggie, chef du gang
- 1943 : Shantytown : Bindy
- 1943 : Dixie, de A. Edward Sutherland : le garçon dans la rue
- 1944 : Rosie the Riveter : Buzz Prouty
- 1944 : La Route semée d'étoiles (Going My Way), de Leo McCarey : Herman Langerhanke
- 1944 : The Great Mike : Speck
- 1944 : Coup de foudre (Together Again), de Charles Vidor : le garçon d'ascenseur
- 1945 : Man Alive (en) de Ray Enright : Ignatius
- 1945 : She Wouldn't Say Yes : le jeune livreur
- 1946 : Le Courage de Lassie (Courage of Lassie), de Fred M. Wilcox : la première jeunesse
- 1946 : Gas House Kids : Sammy Levine
- 1946 : La vie est belle (It's a Wonderful Life), de Frank Capra : Freddie Othello
- 1947 : Gas House Kids Go West : Alfalfa
- 1947 : Gas House Kids in Hollywood : Alfalfa
- 1947 : Driftwood : le coursier
- 1948 : La Folle enquête (On Our Merry Way), de King Vidor et Leslie Fenton : Leopold « Zoot » Wirtz
- 1948 : L'Enjeu (State of the Union), de Frank Capra : le chasseur
- 1948 : Big Town Scandal : Frankie Sneed
- 1949 : Chaînes conjugales (A Letter to Three Wives) de Joseph L. Mankiewicz : Leo, Second coursier
- 1949 : Alias the Champ (en) : le vendeur des journaux

### Années 1950
- 1950 : House by the River, de Fritz Lang : Walter Herbert
- 1950 : Redwood Forest Trail (it) : l'acolyte Alfie
- 1951 : La Belle du Montana (Belle Le Grand) d'Allan Dwan : le jeune coursier
- 1951 : Jour de terreur (Cause for Alarrm!) : le mec en Tex
- 1951 : Two Dollar Bettor : Chuck Nordlinger
- 1951 : Si l'on mariait papa (Here Comes the Groom), de Frank Capra : le coursier
- 1952 : Mademoiselle Gagne-Tout (Pat and Mike), de George Cukor : l'aide-serveur
- 1952 : I Dream of Jeanie : Freddie
- 1952 : The WAC from Walla, Walla : Cronkheit
- 1953 : Aventure dans le Grand Nord (Island in the Sky), de William A. Wellman : Sonny Hopper, copilote de Stutz
- 1954 : Écrit dans le ciel (The High and the Mighty), de William A. Wellman : Ensign Keim
- 1954 : Noël blanc (White Christmas), de Michael Curtiz : Photo de Benny Haynes
- 1954 : This Is My Love : le costumier
- 1954 : Track of the Cat, de William A. Wellman : Joe Sam
- 1955 : Pour que vivent les hommes (Not as a Stranger), de Stanley Kramer : le père inattendu
- 1955 : Francis in the Navy, d'Arthur Lubin : le chronométreur
- 1955 : Dig That Uranium : Shifty Robertson
- 1956 : Les Dix commandements (The Ten Commandments), de Cecil B. DeMille : l'esclave
- 1956 : Le Temps de la colère (Between Heaven and Hell), de Richard Fleischer : le sauvage
- 1957 : Motorcycle Gang : « Speed »
- 1958 : La Chaîne (The Defiant Ones), de Stanley Kramer : Angus